# Чемпионат мира по хоккею с шайбой 1973

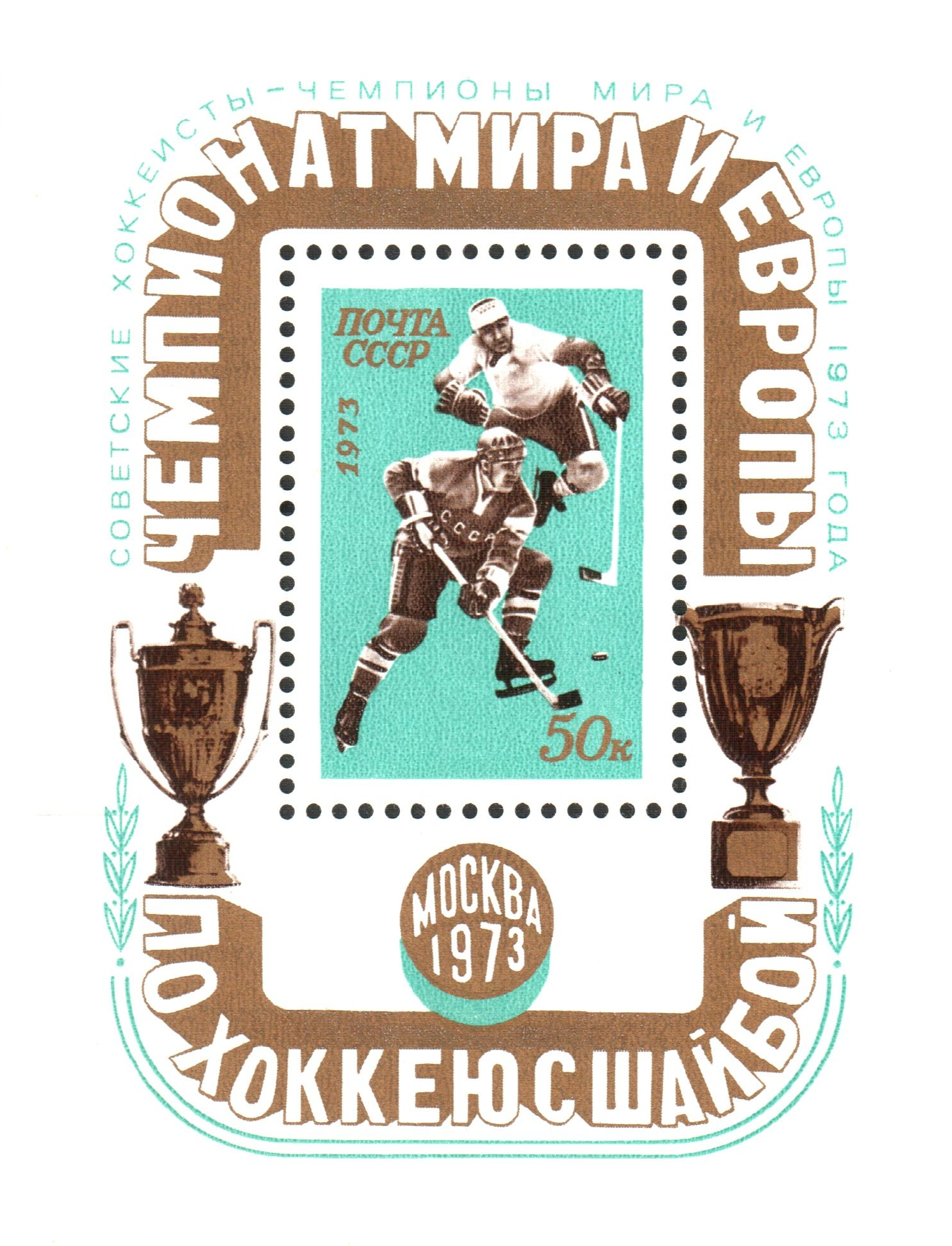
Блок СССР 1973 г.

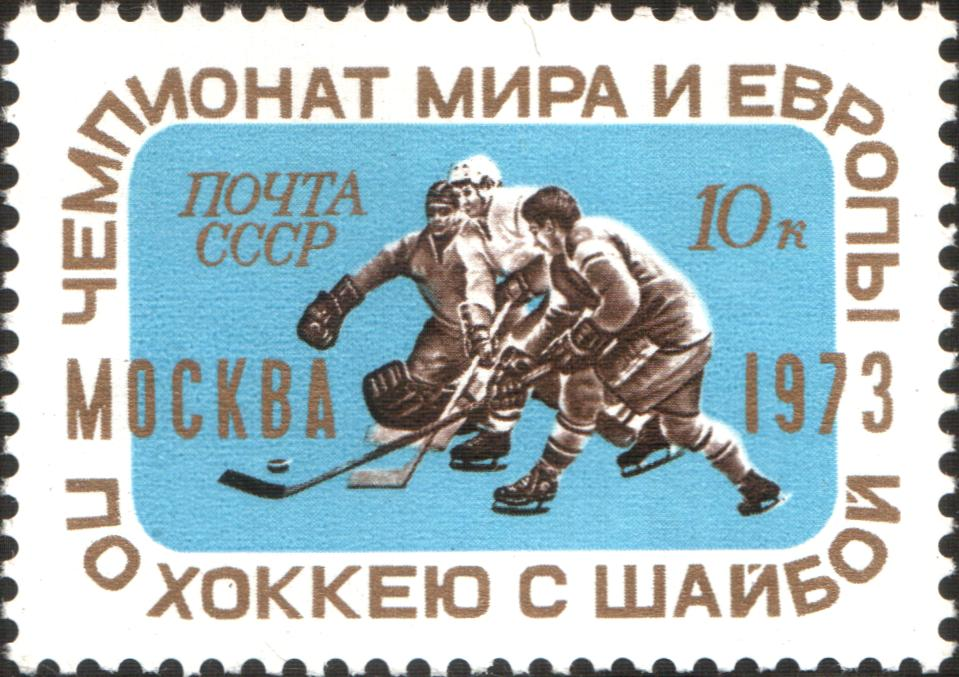
Почтовая марка СССР, 1973 год.

Чемпионат мира и Европы по хоккею с шайбой 1973 года проходил в Москве (в Лужниках) с 31 марта по 15 апреля. СССР второй раз (после 1957 года) стал местом проведения мирового первенства. В чемпионате участвовали 6 сборных (СССР, Швеция, Чехословакия, Финляндия, Польша, ФРГ). В групповом турнире каждая команда провела по два матча с каждым соперником. В чемпионате не принимали участия сборные США и Канады. Хоккеисты США выступали в группе Б, а канадцы с 1970 по 1976 не участвовали в чемпионатах из-за разногласий с Международной хоккейной федерацией об участии профессионалов в сборной. В составе сборной СССР Александр Рагулин завоевал десятую золотую медаль первенства мира (это достижение смог повторить только Владислав Третьяк через десять лет).

## Результаты

### 1 круг
| Дата     | Встреча                  | Счёт                 |
| -------- | ------------------------ | -------------------- |
| 31 марта | Чехословакия — Польша    | 14:1 (3:0, 6:0, 5:1) |
| 31 марта | СССР — ФРГ               | 17:1 (7:1, 6:0, 4:0) |
| 1 апреля | Польша — Швеция          | 2:11 (1:3, 1:2, 0:6) |
| 1 апреля | ФРГ — Финляндия          | 3:8 (1:3, 0:3, 2:2)  |
| 2 апреля | Швеция — Чехословакия    | 2:0 (0:0, 0:0, 2:0)  |
| 2 апреля | Финляндия — СССР         | 2:8 (0:3, 2:1, 0:4)  |
| 3 апреля | Чехословакия — ФРГ       | 4:2 (1:0, 2:1, 1:1)  |
| 3 апреля | СССР — Польша            | 9:3 (2:1, 4:1, 3:1)  |
| 4 апреля | ФРГ — Швеция             | 2:8 (1:1, 0:4, 1:3)  |
| 4 апреля | Польша — Финляндия       | 0:5 (0:2, 0:1, 0:2)  |
| 5 апреля | Финляндия — Швеция       | 2:3 (1:0, 0:0, 1:3)  |
| 5 апреля | Чехословакия — СССР      | 2:3 (1:1, 0:1, 1:1)  |
| 6 апреля | Польша — ФРГ             | 2:4 (2:1, 0:2, 0:1)  |
| 7 апреля | Финляндия — Чехословакия | 2:4 (1:3, 1:1, 0:0)  |
| 7 апреля | Швеция — СССР            | 1:6 (0:4, 1:2, 0:0)  |

### 2 круг
| Дата      | Встреча                  | Счёт                 |
| --------- | ------------------------ | -------------------- |
| 8 апреля  | Польша — Чехословакия    | 1:4 (0:1, 0:2, 1:1)  |
| 8 апреля  | ФРГ — СССР               | 2:18 (1:9, 0:2, 1:7) |
| 9 апреля  | Швеция — Польша          | 7:0 (1:0, 2:0, 4:0)  |
| 9 апреля  | Финляндия — ФРГ          | 2:1 (0:0, 0:1, 2:0)  |
| 10 апреля | Чехословакия — Швеция    | 3:3 (1:0, 1:2, 1:1)  |
| 10 апреля | СССР — Финляндия         | 9:1 (3:0, 3:1, 3:0)  |
| 11 апреля | ФРГ — Чехословакия       | 2:7 (1:2, 0:3, 1:2)  |
| 11 апреля | Польша — СССР            | 0:20 (0:6, 0:5, 0:9) |
| 12 апреля | Швеция — ФРГ             | 12:1 (2:1, 6:0, 4:0) |
| 12 апреля | Финляндия — Польша       | 1:1 (0:1, 1:0, 0:0)  |
| 13 апреля | Швеция — Финляндия       | 2:1 (0:1, 1:0, 1:0)  |
| 13 апреля | СССР — Чехословакия      | 4:2 (2:1, 1:0, 1:1)  |
| 14 апреля | ФРГ — Польша             | 1:4 (1:1, 0:0, 0:3)  |
| 15 апреля | Чехословакия — Финляндия | 8:0 (3:0, 0:0, 5:0)  |
| 15 апреля | СССР — Швеция            | 6:4 (2:1, 2:2, 2:1)  |

## Итоги
| Место | Команда      | И  | В  | Н | П | Ш        | О  |
| ----- | ------------ | -- | -- | - | - | -------- | -- |
|       | СССР         | 10 | 10 | 0 | 0 | 100 — 18 | 20 |
|       | Швеция       | 10 | 7  | 1 | 2 | 53 — 23  | 15 |
|       | Чехословакия | 10 | 6  | 1 | 3 | 48 — 20  | 13 |
| 4     | Финляндия    | 10 | 3  | 1 | 6 | 24 — 39  | 7  |
| 5     | Польша       | 10 | 1  | 1 | 8 | 14 — 76  | 3  |
| 6     | ФРГ          | 10 | 1  | 0 | 9 | 19 — 82  | 2  |

## Бомбардиры
| Игрок              | Сборная           | Голы | Пасы | Очки (г+п) |
| ------------------ | ----------------- | ---- | ---- | ---------- |
| Владимир Петров    | Флаг СССР         | 18   | 16   | 34         |
| Борис Михайлов     | Флаг СССР         | 16   | 13   | 29         |
| Валерий Харламов   | Флаг СССР         | 9    | 14   | 23         |
| Александр Мартынюк | Флаг СССР         | 12   | 4    | 16         |
| Александр Якушев   | Флаг СССР         | 9    | 6    | 15         |
| Александр Бодунов  | Флаг СССР         | 7    | 8    | 15         |
| Матс Ольберг       | Флаг Швеции       | 7    | 8    | 15         |
| Иржи Голик         | Флаг Чехословакии | 5    | 10   | 15         |
| Александр Гусев    | Флаг СССР         | 7    | 7    | 14         |

## Лучшие игроки
- Вратарь — Иржи Голечек (Чехословакия)
- Защитник — Валерий Васильев (СССР)
- Нападающий — Борис Михайлов (СССР)

## Символическая сборная турнира
- Иржи Голечек (Чехословакия);
- Бёрье Сальминг (Швеция) — Александр Гусев (СССР);
- Валерий Харламов (СССР) — Владимир Петров (СССР) — Борис Михайлов (СССР).

| Чемпион мира по хоккею с шайбой 1973 года. |
| ------------------------------------------ |
| СССР 12-й титул                            |

| Чемпион Европы по хоккею с шайбой 1973 года. |
| -------------------------------------------- |
| СССР 15-й титул                              |